# Bridelia insulana
Bridelia insulana är en emblikaväxtart som beskrevs av Henry Fletcher Hance. Bridelia insulana ingår i släktet Bridelia och familjen emblikaväxter. Inga underarter finns listade i Catalogue of Life.